# Antholoba perdix
Antholoba perdix är en havsanemonart som först beskrevs av Addison Emery Verrill 1882.  Antholoba perdix ingår i släktet Antholoba och familjen Actinostolidae. Inga underarter finns listade i Catalogue of Life.